# Bahnhof Seibu-Shinjuku
Der Bahnhof Seibu-Shinjuku (jap. 西武新宿駅, Seibu-Shinjuku-eki) ist ein Bahnhof in der japanischen Hauptstadt Tokio. Er wird von der Bahngesellschaft Seibu Tetsudō betrieben und befindet sich im Bezirk Shinjuku. Ursprünglich war er nur als Provisorium gedacht, doch das eigentliche Ziel, die Verlängerung der Seibu-Shinjuku-Linie zum nahe gelegenen Bahnhof Shinjuku, konnte nie umgesetzt werden.

## Verbindungen
Seibu-Shinjuku ist ein Kopfbahnhof am südlichen Ende der Seibu-Shinjuku-Linie, die von der Bahngesellschaft Seibu Tetsudō betrieben wird. Diese Bahnstrecke verbindet den zentralen Tokioter Bezirk Shinjuku mit dem Nordwesten der Präfektur Tokio und der Stadt Kawagoe in der Präfektur Saitama. Der Fahrplan ist sehr dicht: Tagsüber verkehren an Werktagen jede Stunde 11 bis 14 Züge, während der Hauptverkehrszeit stündlich bis zu 23 Züge. Nahverkehrszüge mit Halt an allen Bahnhöfen fahren zunächst nach Kodaira und von dort in Richtung Hon-Kawagoe oder weiter auf der Seibu Haijima-Linie nach Haijima; einzelne wenden auch an Bahnhöfen dazwischen. Hinzu kommen mehrere Arten von Eilzügen, die unterschiedlich viele Zwischenbahnhöfe auslassen. Sie heißen Koedo, Haijima Liner, Junkyū (engl. Semi-Express), Kyūkō (Express) und Kaisoku kyūkō (Rapid Express).
An der Bushaltestelle auf der Hauptstraße Shinjuku-dōri halten fünf Buslinien der Gesellschaften Toei Bus und Keiō Dentetsu Bus. Die nächstgelegene U-Bahn-Station ist Shinjuku-nishiguchi an der Ōedo-Linie. Der Bahnhof Shinjuku, der wichtigste Verkehrsknotenpunkt der Stadt, befindet sich etwa einen halben Kilometer südlich; er ist über das unterirdische Einkaufszentrum Shinjuku Subnade und die daran anschließende Fußgängerpassage Metro Promenade erreichbar.

## Anlage
Der Bahnhof steht am westlichen Rand des Stadtteils Kabukichō, der zum Bezirk Shinjuku gehört und eines der bekanntesten Vergnügungsviertel der Stadt ist. In der Nähe befinden sich die Bezirksverwaltung von Shinjuku, der Wolkenkratzer Shinjuku-Toho-Gebäude und der Hanazono-Schrein. Ansonsten ist das Gebiet von zahlreichen Kaufhäusern und Einkaufszentren geprägt. Die von Norden nach Süden ausgerichtete Anlage erstreckt sich parallel zu den Gleisen der Yamanote-Linie und ist in das 25-geschossige Gebäude des Shinjuku Prince Hotel integriert; ein achtgeschossiger Anbau beherbergt das Einkaufszentrum Shinjuku PePe, das wie die Bahnstrecke zur Seibu Holding gehört. Der Bahnhof selbst befindet sich im ersten Obergeschoss und umfasst drei überdachte, stumpf endende Gleise, die an einem Mittelbahnsteig und einem Seitenbahnsteig liegen. Gleis 1 ist üblicherweise den Nahverkehrszügen vorbehalten, die an allen Bahnhöfen halten; Gleis 2 dient den Schnellzügen und Gleis 3 den Eilzügen.
Im Fiskaljahr 2019 nutzten durchschnittlich 183.666 Fahrgäste täglich den Bahnhof.

## Gleise

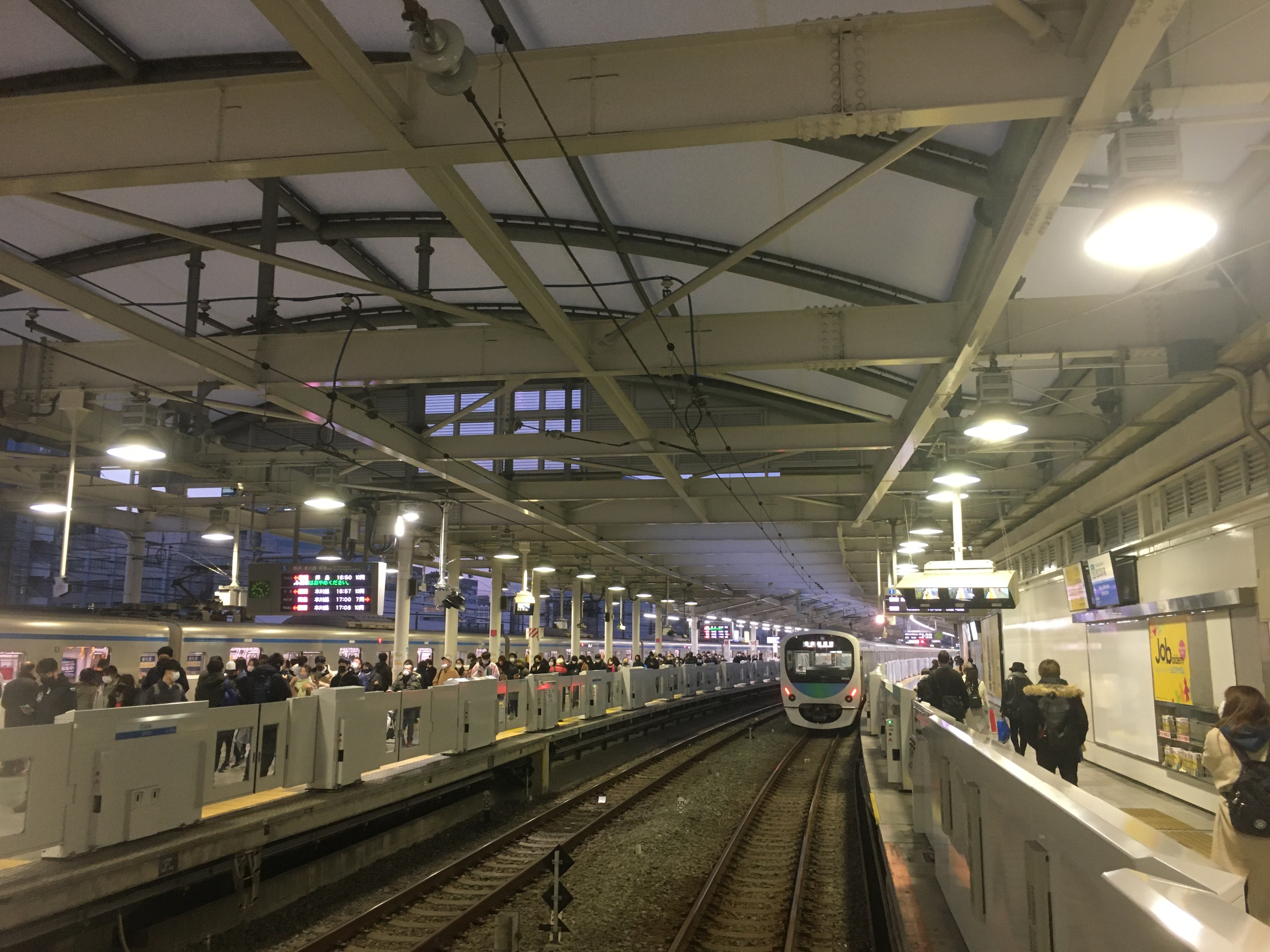
Blick in die Bahnhofshalle (Dezember 2021)

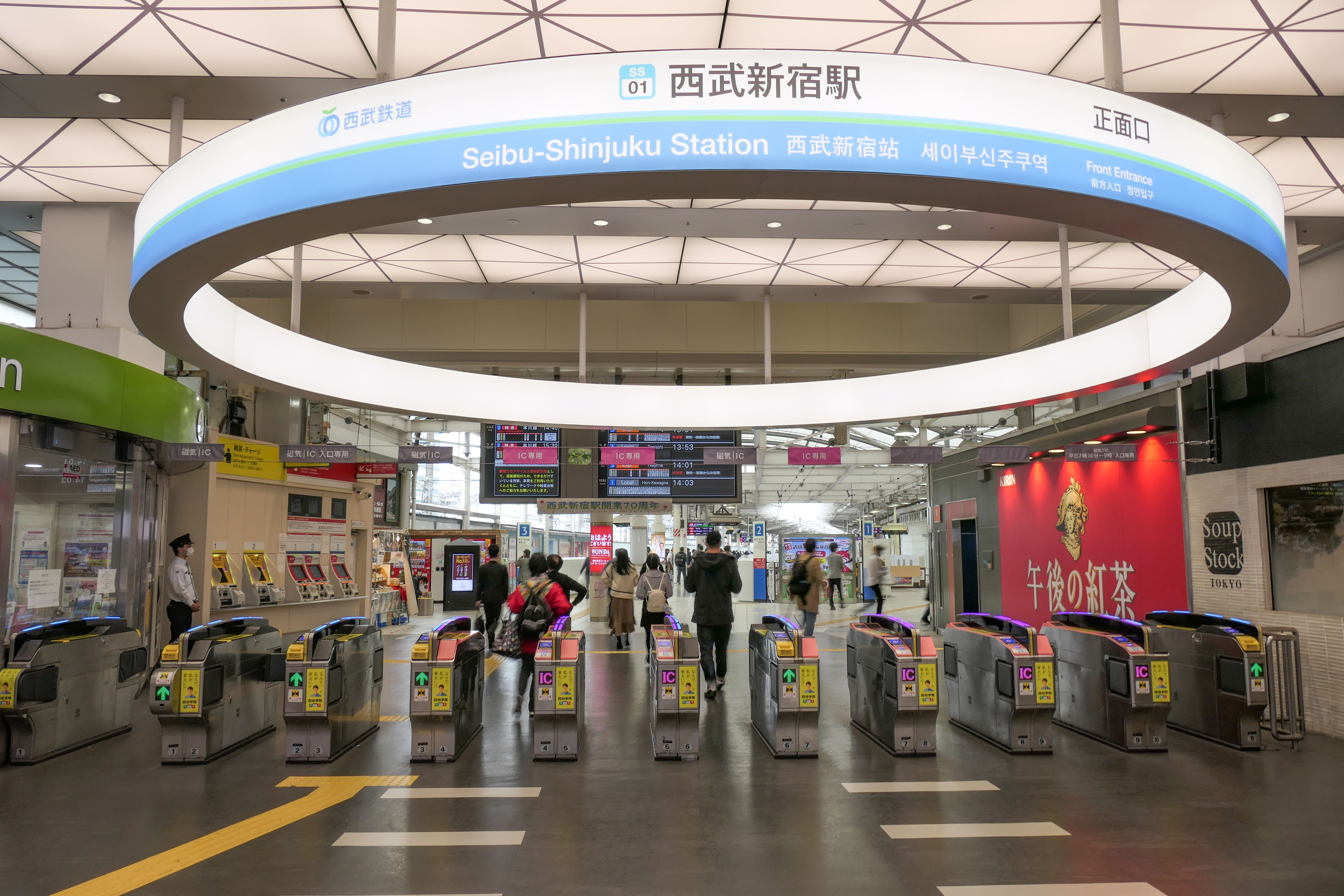
Bahnsteigsperren

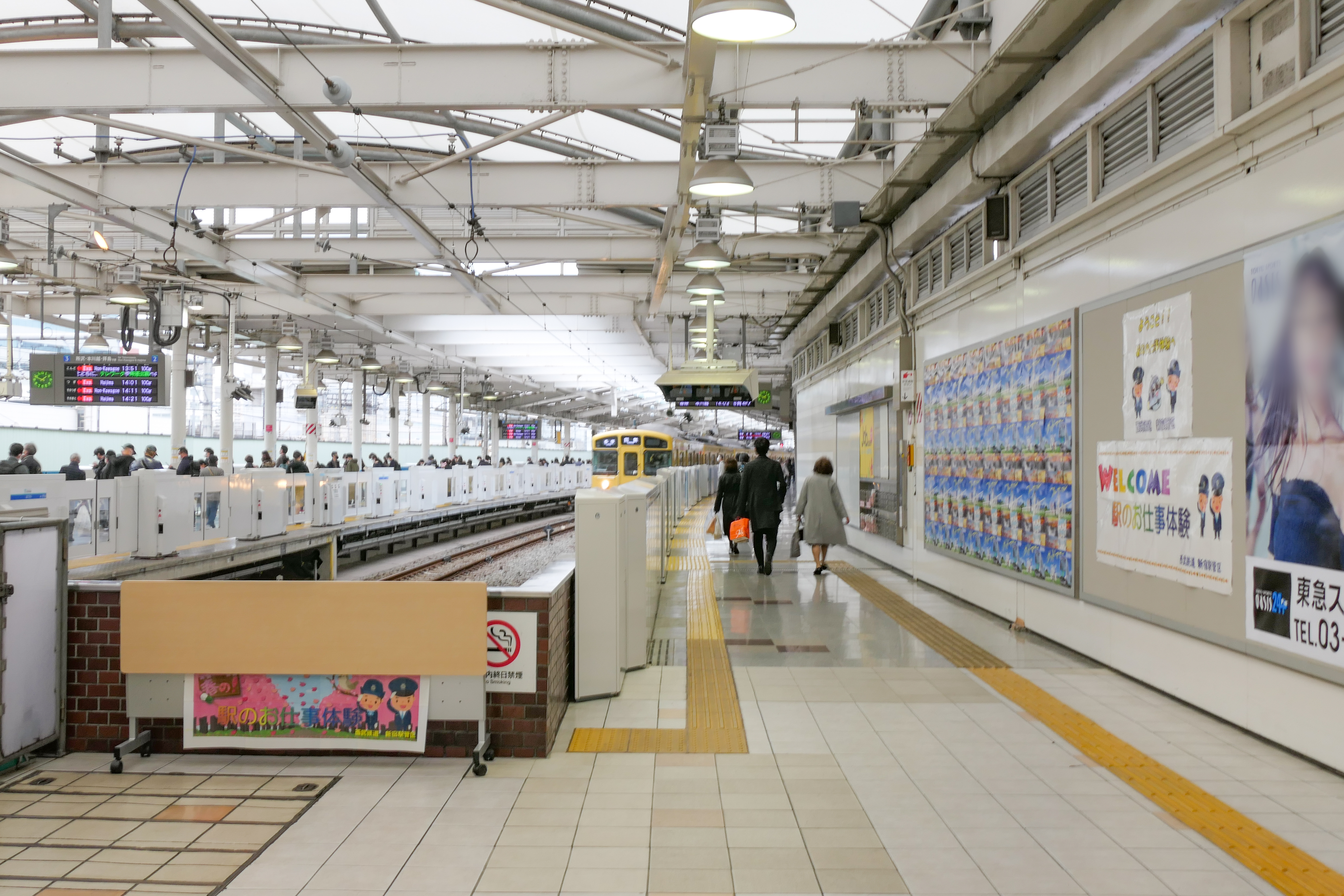
Gleisende

| 1 | ▉ Shinjuku-Linie | Nahverkehrszüge (Kakutei)                         |
| 2 | ▉ Shinjuku-Linie | Schnellzüge (Kaisoku kyūkō, Haijima Liner, Koedo) |
| 3 | ▉ Shinjuku-Linie | Eilzüge (Junkyū, Kyūkō)                           |

## Geschichte
Seit 1927 war Takadanobaba die stadtseitige Endstation der Murayama-Linie, doch dort konnte man nur zur Yamanote-Linie umsteigen, was die Seibu Tetsudō stets als unzureichend empfand. Bereits vor dem Zweiten Weltkrieg gab es Pläne für eine Verlängerung weiter in die Stadt hinein, wobei in der Nähe der Waseda-Universität eine Verknüpfung mit dem Streckennetz der Tokioter Straßenbahn entstehen sollte. Dieses Vorhaben konnte nie umgesetzt werden. 1948 erhielt die Bahngesellschaft hingegen eine Konzession für eine Verlängerung parallel zu den Gleisen der Staatsbahn zum Bahnhof Shinjuku, was damals eher ungewöhnlich war. Gemäß einer überlieferten Anekdote hätte die Seibu Tetsudō eine nicht mehr genutzte Strecke der Kaiserlich Japanischen Armee in der Präfektur Chiba (die heutige Shin-Keisei Dentetsu) übernehmen sollen, doch die Regierung änderte ihre Meinung und entschädigte die Bahngesellschaft mit einer Konzession für den Abschnitt Takadanobaba–Shinjuku.
Am 25. März 1952 erfolgte die Eröffnung des provisorischen Bahnhofs Seibu-Shinjuku und die Umbenennung der Murayama-Linie in Shinjuku-Linie. Der Bebauungsplan für die Gegend östlich des Bahnhofs Shinjuku war noch nicht ganz fertiggestellt, so dass eine kurze Verlängerung dorthin nur eine Formsache zu sein schien. Zu diesem Zweck sollte die Seibu Tetsudō die Trasse einer stillzulegenden Straßenbahnstrecke übernehmen und darauf einen Viadukt errichten. Die Endstation war im zweiten Stockwerk eines noch zu bauenden Kaufhauses (das heutige Lumine EST Shinjuku) vorgesehen. Entsprechende Pläne stellte die Bahngesellschaft im März 1961 in ihrer Hauszeitschrift vor. Im Gebäude gab es allerdings nur Platz für einen Mittelbahnsteig und Züge mit sechs Wagen, was sich angesichts des stark zunehmenden Verkehrsaufkommens bald als völlig unzureichend erwies.
Stattdessen konzentrierte sich die Seibu Tetsudō darauf, das Gelände des provisorischen Bahnhofs weiterzuentwickeln. Am 3. März 1977 eröffnete sie nach mehrjähriger Bauzeit ein 25-geschossiges Gebäude mit dem Prince Hotel, einem Einkaufszentrum und dem definitiven Bahnhof Seibu-Shinjuku, der Platz für drei Gleise und Züge mit je zehn Wagen bietet. Ende der 1980er Jahre gab es Pläne für den Bau einer 12,8 km langen unterirdischen Schnellbahnlinie zwischen Shinjuku und Kami-Shakujii, mit einem einzigen Zwischenbahnhof in Takadanobaba. Die Endstation war in der Fußgängerpassage Metro Promenade vorgesehen, was deutlich bessere Umsteigebeziehungen ermöglicht hätte. Der Baubeginn war 1997 vorgesehen, doch im Januar 1995 gab das Unternehmen bekannt, dass dieser Plan angesichts massiv gestiegener Baukosten nicht mehr weiterverfolgt werde. Im März 2020 wurden Bahnsteigtüren installiert.